# The Mimslyn Inn
The Mimslyn Inn est un hôtel américain situé à Luray, en Virginie. Ouvert le 22 mai 1931, cet établissement est membre des Historic Hotels of America depuis 2008.